# Poezd v zavtrašnij den'
Poezd v zavtrašnij den' (Поезд в завтрашний день) è un film del 1970 diretto da Villen Abramovič Azarov.